# 警視庁捜査二課・郷間彩香 特命指揮官
『警視庁捜査二課・郷間彩香 特命指揮官』（けいしちょうそうさにか・ごうまあやか とくめいしきかん）は、梶永正史による日本のミステリー小説。

## 概要
第12回『このミステリーがすごい!』大賞の大賞受賞作。八木圭一の『一千兆円の身代金』との大賞ダブル受賞となった。応募時のタイトルは「真相を暴くための面倒な手続き」。
著者は現実にいる俳優らをキャスティングしてから執筆に入るが、今作の主人公のモデルにしたのは女優の小西真奈美であり、吉田は竹野内豊であるという。
2014年1月18日放送分『王様のブランチ』書籍ランキングにて初登場4位、Amazonミステリー・サスペンス・ハードボイルド部門で5位を記録。すでに続編の構想を求められていると産経新聞のインタビューでは話している。
2015年1月10日　文庫化。
2015年7月6日　本作の続編にあたる『警視庁捜査二課・郷間彩香　ガバナンスの死角』がリリース。
2016年10月22日、松下奈緒の主演により『特命指揮官 郷間彩香』のタイトルでドラマ化（フジテレビ）。

## ストーリー
東京・渋谷で銀行立てこもり事件が発生。
交渉役として犯人グループらが指名したのは、強行犯捜査とは無縁の警視庁捜査二課刑事、郷間彩香だった。
その意図を掴めず戸惑いながらも現場に急行した彩香は、過去に因縁を持つSIT隊長の後藤、本来捜査に介入しないはずの警察庁キャリアの吉田と共に主犯格の國井と対峙する。
銀行立てこもりに端を発した事件は予想外の展開を見せ、彩香は大きな陰謀に巻き込まれて行く。

## 登場人物
郷間彩香
警視庁捜査二課主任代理。階級は警部補、年齢は32歳、ノンキャリアながらも地道に出世を重ね交通課→地域課→捜査三課 を経て現職とまずまずの出世を果たしているが、その代わりに女の幸せを捨てたと言われている。イケメン好きで常に「恋愛レーダー」が動いているが刑事であることから浮いた話はない。しかし、警察庁から派遣された吉田警視長については、「恋愛レーダーの範囲内」だった。
ブランド品が好きで容姿は決して悪くないが男運が無いと嘆いている。
捜査一課警部であった父を癌で亡くし、押上のマンションに一人で暮らしている。
後藤警部
警視庁捜査一課特殊犯捜査係SIT隊長。
彩香が渋谷署に在籍していた際、研修講師として来署したが、余りにも酷い言葉遣いだった為、彩香から「お手本の提示」を要求され、それに返すことが出来なかった。それ以来険悪な仲。
口が悪くセクハラ、パワハラを問わない言動をとるが、職務には熱い。
吉田警視長
警察庁幹部。警察庁 刑事局 組織犯罪対策部 国際捜査管理官。
キャリア官僚らしからぬ、柔らかな物腰で彩香からも「アリ」と評されたイケメン。
捜査に介入するはずのない立場でありながら、警察庁長官からの直々の命を受けて渋谷に設置された指揮本部に登場し、現場で彩香につきまとう。時に人生のアドバイスをすることもあるが、終止謎の行動をとる。
その実態は、都市伝説とも言われた「ブラッド・ユニット（血まみれ部隊）」の一員として、警察機関の不正を暴く為に活動していた。
本件解決後、警察庁次長に昇進した野呂警視監の後任として、警視監に特進の上で警視庁刑事部長に就任する。
野呂警視監
警視庁刑事部長。
彩香の父親・郷間警部とはキャリア・ノンキャリアという立場を超えた友人として付き合いがあり、捜査の関係で帰宅できない郷間の代わりに彩香の面倒を妻・光子とともに面倒を見ていた。郷間警部死去後は父親代わりとなり彩香と接している。彩香の携帯番号は「アヤッぺ」と登録している。
本件解決後、更迭された百瀬警察庁次長の後任として次長に昇進する。
時に彼女に振り回されながらも暖かく見守る。
百瀬次長
警察庁次長。警視監。
新世界銀行渋谷支店立て籠もり事件発生前に國井元巡査部長からメールで犯行予告を警察庁長官とともに受信するも、警視庁や新世界銀行に通告していなかったが、事件が発生すると即、野呂刑事部長を自身の管理下に置き事件の誘導を図ろうとしていた。
佐伯官房長とともに伊藤元代議士の弟子であり、警察庁を含め警察機関を表から牛耳ろうとしたが、國井から吉田警視長経由で伊藤元代議士等の不正の証拠が警察庁長官に渡ったことで、更迭となり次期長官と目されていたが失脚した。
佐伯官房長
警察庁・長官官房官房長。
百瀬次長とともに伊藤元代議士の弟子であり、次期警視総監と目されていたが、百瀬次長とともに更迭となり失脚。
伊藤元代議士
元衆議院議員。連立与党救民党元代表。元陸軍士官。
年齢90を過ぎる老人だが、政財界に影響を与える大物政治家。
國井元巡査部長からTV会見を要求されたが、要求を拒否し警察庁の会議室で事件の成り行きを見ていた。
戦時中に朝鮮王朝の国璽を奪い、その印璽を用いて朝鮮王朝の資産を強奪。その資産を元手に伊藤は救民党を設立し政界に出馬し当選。表向きは保守派として活動していたが、その実態はフィクサーとして日本を裏から牛耳ろうとしていた。
事件解決後の特に記載されていないが、後日談で警察庁・警視庁と東京地検特捜部が政財界に捜査が入ったとの記載から訴追を受けた可能性がある。
國井元巡査部長
警視庁刑事部捜査二課の元刑事
新世界銀行と政界の不正な癒着を捜査していたが、警視庁上層部の圧力で捜査を断念。その後警察に絶望し退職し、一人で捜査を継続するも、警察や新世界銀行という組織の巨大さに絶望しかかったが、ブラッドユニットと繋がりが出来、今回の立て籠もり事件を計画・実行に移す。渋谷支店貸金庫から「国璽と手帳」を盗み出し、悪事の証拠が記された手帳を吉田警視長経由で警察庁長官に託し、また、朝鮮王朝の国璽はその末裔・ミヨンに返し、政財界浄化を願いながら姿を消す。
郷間陽平警部
彩香の父親。故人。警視庁捜査一課警部。
彩香が警察官になる頃には既に癌にかかっており後死去。
吉田警視長と同じく「ブラッドユニット」の一員で朝鮮王朝の末裔を山口県へ護送する任務を負った。
死去する前に、立て籠もり等含めた計画の立案にも係わっており、彩香が特命指揮官になるのを条件付け指示していた。その関係で吉田警視長は彩香を観察することになった。
丸山一
銀行立てこもり事件の被害者。ジャーナリスト。自堕落な生活を送っていたが、人質になったことを利用し、起死回生の記事を書こうとする。

## テレビドラマ
2016年10月22日、フジテレビ「土曜プレミアム」にて「特命指揮官 郷間彩香」のタイトルで放送された。

### キャスト
- 郷間彩香（警視庁 捜査第二課 知能犯第二係主任 警部補） - 松下奈緒[7]
- 吉田透（警察庁 刑事局 組織犯罪対策部 国際捜査管理官 警視正） - 鈴木亮平
- 後藤剛（警視庁 捜査第一課 第一特殊犯捜査 (SIT) 隊長 警部） - 高嶋政伸
- 竹下聖史（警視庁 新宿中央署 刑事課） - 大友康平
- ソニア（シンナバル王朝の末裔） - 知英[8]
- 鈴木達也（警視庁 捜査第二課知能犯第二係） - 真剣佑
- 佐伯孝雄（警察庁 官房長） - 近江谷太朗
- 宮本謙三（警視庁 捜査第二課長） - 久ヶ沢徹
- 松永博史
- 丸山一（フリージャーナリスト） - 勝矢
- 南玲子（警視庁 監察室） - 高野人母美
- 山崎大介（警視庁 新宿中央署 刑事課） - 馬場徹
- 寺井文孝
- 渋谷謙人
- 脇田浩志（警視庁 捜査第一課 第一特殊犯捜査〈交渉班 班長〉） - 田野倉雄太
- 笹丘明里
- 多田木亮佑
- 藤澤太郎
- 川﨑誠一郎
- 小谷早弥花
- 井上浩
- 齋藤真矢
- 田中あい
- 福吉寿雄
- 寺内豊（新世界ファイナンス会長） - 小林隆
- 百瀬学（警察庁 次長） - 橋爪淳
- 野呂和彦（警視庁 刑事部長） - 竹中直人
- 伊藤重太郎（救民党 元代表） - 内田裕也[9]
- 國井哲也（立てこもり事件の主犯 / 元警視庁 捜査第二課） - 稲垣吾郎
- 宗像陽平（彩香の父 / 警視庁 捜査第一課） - 神田正輝（特別出演）
- 山崎大介（警視庁 新宿中央署 刑事課）
- 田代誠司（新世界ファイナンス新宿支店 支店長）
- 如月貴文（警視庁 警備第一課 特殊部隊）
- 斉藤一平（警視庁 捜査第一課 第一特殊犯捜査 (SIT) 隊員）

### スタッフ
- 原作 - 梶永正史 「警視庁捜査二課・郷間彩香 特命指揮官」（宝島社文庫）
- 脚本 - 福島治子
- 演出 - 神徳幸治
- 音楽 - 吉川清之
- 技術プロデューサー - 蟇田忠雄（アップサイド）
- 撮影 - 高田陽幸
- 照明 - 冨川英伸
- VE - 佐々木基成
- 録音 - 尾上啓太
- 編集 - 石川浩通
- VFX - 鹿角剛
- 美術プロデューサー - 橋本昌和（フジアール）
- ヘアメイク - 山口亜希子
- 衣装 - 冨樫理英
- 警察監修 - 尾﨑祐司
- ガンエフェクト - 納富貴久男
- アクションコーディネート - 小原剛
- 編成 - 渡辺恒也（フジテレビ）
- 編成企画 - 村瀬健（フジテレビ）
- プロデューサー - 森川真行、石塚清和
- 制作 - フジテレビジョン
- 制作著作 - ファインエンターテイメント

#### 原作とドラマ版との違い
- 原作での事件発生場所は、渋谷
- 原作では吉田は警視長
- ドラマ版では野呂刑事部長と彩香の関係は省かれており、特命指揮官として任じるも「言われた通りに動いて勝手なことはするな」と厳命する。
- 原作での彩香はタイトル「特命指揮官」らしく現場における全権を握っており、渋谷署・SITなどに指揮権を行使するが、ドラマ版では「特命指揮官」はあくまで立てこもり犯へのゼスチャーであり指揮権は無い。
- 舞台となる金融機関が、原作では「新世界銀行」なのに対し、ドラマ版では「新世界ファイナンス」。